# Kolektivna krivica
Kolektivna krivica je izraz koji se rabi da bi se krivica za neko počinjeno djelo nekog pojedinca prebacila na druge osobe, obitelj, plemena, sve članove nekog udruženja, rase, spolove, cijele narode ili cijelo čovječanstvo. Ovo uključivanje u krivnju može obuhvaćati i ljude koji nisu uključeni u djelo tj. može se prebacivati s generacije na generaciju i tako u beskraj (istočni grijeh). Primjerice, u prošlosti su pojedinci recimo smrt Isusa Krista kao kolektivnoj krivici pripisivali Židovima te je ova kolektivna krivica bila je povod mnogim progonima Židova u prošlosti. Isto tako postoje još kolektivne krivice protiv muškaraca zbog podređenog položaja žena (spolna nejednakost), Nijemaca zbog zločina koji su počinili nacisti. Katoličkoj crkvi zbog: inkvizicije, Križarskih ratova, izazivanja ratova uopće, navodnog nereagiranja ili nedovoljnog reagiranja na nacističke zločine za vrijeme 2. Svjetskog rata. Hrvatima zbog zločina koji su počinile ustaše, pripisivanje svim bijelim Australcima krivicu ili osjećaj krivice zbog zločina nad Aboridžinima, bijelim Amerikanaca zbog rasne politike protiv ljudi s obojenom kožom i Američkim Indijancima itd.
U modernim demokracijama, krivicu za neko djelo mogu preuzeti samo počinitelji djela i oni koji su sudjelovali u pripremanju ili izvršenju nekog kazneno djelo/čina te prema tome ako ne postoji kolektivna krivica, ne može postojati niti kolektivna kazna. Ovim se, prema 33. članku Četvrte ženevske konvencije, ni jedna osoba ne može kazniti za neko djelo koje ona nije počinila, ali dalje prema 87. članku Treće ženevske i 33. članku Četvrte ženevske konferencije moguće su kolektivne kazne za ratne zločine. Kolektivna krivica i kazna isto tako je okosnica Haške konvencije i Haškog suda.
Kolektivna krivica i kolektivna kazna u mnogim su se slučajevima koristile za sustavno ugnjetavanje i nasilje te također i kao način za zadovoljenje nekog emocionalnog poriva (ljutnja, gubitak, tuga, neprihvaćanje), ili da bi se izvela osveta za počinjena djela stvarna ili prenesena. Kolektivna krivica i kolektivna kazna isto tako su ponekad izrazi impotencije i/ili neprihvaćanja činjenice o nekom događaju. Nemogućnost pronalaženja pravog krivca ili pravih krivca za neko djelo bilo da krivac ili krivci nisu više živi ili prisutni kroz kolektivnu krivicu i te kroz kolektivnu potreba su da se dođe do zatvaranja odnosno izricanje kazne nad onima koji su implicitno bili uključeni u neko djelo i promicanja kolektivne krivice "žrtve" mogu na neki način ispoljiti svoju potrebu za osvetom ili kaznom, ili jednim i drugim. Isto tako ovo nametanje kolektivne krivice može se rabiti kao oruđe za višestruko ugnjetavanje "zločinca" koje može trajati godinama, desetljećima i tisućljećima i tako stvoriti sustave sustav sistem krivice odnosno kompleks i tako stvoriti jedan začarani ciklus.

## Korijeni
Korijeni kolektivne krivice sežu duboko u ljudsku prošlost i povezani su s krvnom osvetom koja je bila opće prihvaćeno pravilo i još je prisutan u mnogim zemljama svijeta gdje nisu razvijeni sustavi zakona i izvršne vlasti. U krvnoj osveti svaki član plemena bio je odgovoran za svaki čin nekog drugog člana, i tako ako recimo jedan član napravi štetu nekom drugom plemenu, zbog pripadnost plemenu bilo koja osoba mogla je biti cilj osvete. Primjerice ako je netko ubio nekog člana plemena, i ako ubojica nije dostupna tada bi drugo pleme moglo izabrati bilo koju osobu istog spola za naplatu štete. Ili recimo ako je nekome iz jednog plemena u drugom plemenu ubio neku životinju (bilo i nehotice, ili iz nezgode) pripadnik iz oštećenog plemena je mogao naplatiti štetu od bilo kojeg drugog člana iz plemena kojeg ga je oštetio. Ovo vezivanje pripadnosti je kasnije je preraslo u naslijeđenu krivicu i na kraju se pretvorilo kolektivnu krivicu u modernom smislu.
Jedna varijacija kolektivne krivice, naslijeđene krivice su recimo naslijeđene kletve ili uroci, koju su navodno znali proricati razni vračevi i naricatelji na obitelji ili narode ako bi prekršili neke konvencije ili su te kletve nekada bile samozadate. 

## Religija
Primjeri kolektivne krivice mogu se pronaći u Starom zavjetu u kojim se pripisuje kolektivna odgovornost za prvi grijeh, poplavu, za Babilonski toranj, razaranje Sodome i Gomore, te mnogih drugih nedaća koje su zadesile Izraelce kroz vjekove. U ovim događajima cijele obitelji, zajednice, i narodi kažnjeni su za grijehe i nedjela, čak i djeca koja su bila suviše mlada da bi počinila neka djela. Isto tako u knjizi Izlaska, koncept kolektivne krivnje isto tako je bio prisutan u faraonovim kaznama nad Židovima, i nevoljama kojima je Jahve obrušio Egipćane zbog faraonove odluke da ne oslobodi Židove iz ropstva.

## Povijest
Isto tako kroz vjekove mnogi su pripisivali kolektivnu krivicu za Isusovu smrt cijelom židovskom narodu, koja se nasljeđivala s generacije na generaciju zbog navodne kletve koju je zabilježio apostol Matej 27:25-66, "Krv njegova na nas i na djecu našu!".
Jednu vrstu kolektivne krivice tj. naslijeđenu krivicu koji su stari Grci i Rimljani prakticirali u svoje vrijeme u kojoj su djeca mogla biti kažnjena za nedjela svojih roditelja iako nisu bili suučesnici u tom djelu. U ovakvom vjerovanju ovo generacijsko prenašanje krivice moglo je trajati tri ili četiri generacije. 
Pojam kolektivne krivice također su rabljeni za vrijeme mnogih ratova, gdje su cijele obitelji, zajednice i narodi bili masakrirani ili istrijebljeni zbog atribucije krivnje za činove pojedinaca ili manje skupine. Na primjer Adolf Hitler je u Mein Kampfu optuživao Židove, međunarodne faktore i financijsku elitu za teško stanje Njemačkoj poslije 1. Svjetskog rata. Ovu retoriku koju je razvio Hitler kasnije koristio je to kao osnovu za kažnjavanje, nasilje nad pripadnicima židovskog naroda i onih koji su im davali sklonište ili pomagali.

### 2. Svjetski rat i odmah poslije završetka
Za vrijeme 2. Svjetskog rata, Njemačka vojska i nacisti su rabili kolektivnu krivnju kao sustav za kažnjavanje u okupiranim područjima gdje su sa svaki prekršaj imali visoke kazne na domicilno stanovništvo. Primjerice ako bi neka osoba skrivala za skrivala neku osobu ili osobe koje su bili traženi od okupacijskih vlasti npr. Židove ili osobe koje surađuju s pokretima otpora protiv okupacijskih vlasti, nacisti i njihovi službenici su na to odgovarali da bi izricali velike materijalne i osobne kazne npr. deportirali cijele obitelji, ili cijela sela jer nacisti su smatrali cijele zajednice sukrivce za radnje svakog pojedinca u nekoj zajednici. Tako na primjer u mnogim okupiranim zemljama nacisti su za smrti njemačkih vojnika od strane pokreta otpora znali uhititi i ubiti između 100 do 400 osoba, dok bi za ranjenog vojnika ili pripadnika njemačkih okupacijskih snaga znali oteti i ubiti 50 osoba iz neke zajednice. Slične mjere imala je i Japanska vojska u svojim okupiranim područjima.
Kolektivnu krivicu i kolektivnu kaznu su također rabili i saveznici. U svojim priprema za pred završetak rata 1944. godine Saveznici su uveli doktrinu kolektivne krivice u svojim medijima i u svojoj retorici prema Nijemcima i Japancima, tako da su počeli brisati razlike između nacista i njemačkog naroda, i tako između japanskog naroda i Imperijalne vojske. Ovo poistovjećivanje jednih i drugih nastavljeno je nakon okupacije Njemačke i Japana, gdje su vojni odjeli za psihološko ratovanje imali slobodne ruke u djelovanju na okupiranim područjima s ciljem umekšavanja lokalnog stanovništva u cilju sprječavanja terorističkih napada, stvaranja odbojnosti lokalnog stanovništva da se ne stvori podobno tlo za širenje otpora okupacijskim vlastima. Ovaj program stvaranje okružja u kolektivne krivice bila je pomno isplanirana i dokumentirana od američke vlade. 
Američki odjel za psihološko ratovanje i Britanski odjel za psihološko ratovanje bila je jako učinkovita u svojoj propagandi u Njemačkoj poslije rata u cilju stvaranja klime i osjećaja kolektivne krivnje za koncentracijske logore i ratne zločine koje su izvršili njihovi sunarodnjaci za vrijeme 2. Svjetskog rata. Nakon oslobađanja koncentracijskih logora, saveznički vojnici koji su bili zatečeni s ljudskom mizerijom i patnjom, bez suda s ubijali zarobljene njemačke vojnike. Dok su žene bile sistematski silovane od strane ruskih snaga, i procijene su da je preko dva milijuna žena bilo silovano. Odmah nakon dolaska okupacijskih vlasti svi koji su bili radno sposobni bili su poslani na prisilan rad na infrastrukturnim projektima. Ovo ponašanje okupacijskih vlasti je toliko pogodilo generala Pattona u kojima je on u mnogome kritizirao u svojim pismima i u svome dnevniku. Iako mnogi njemački građani nisu bili direktni suučesnici u progonima i u istrebljenju, okupacijske vlasti su uspjele uvjeriti njemačku javnost i inteligenciju da njihova šutnja i neprotivljenje nacistima je u nekoj mjeri bilo odobrenje od strane cijelog naroda za njihove postupke i djela. Nedugo poslije početka propagande o kolektivnoj krivici oglasili su se njemački intelektualci: 1945. godine evangelistički teolog Martin Niemöller objavio je Stuttgarter Schuldbekenntnis (Stuttgartsku deklaraciju krivice), dok je godinu dana poslije 1946. godine filozof i psiholog Karl Jaspers objavio je niz predavanja studentima koja su kasnije bila objavljena pod naslovom "Pitanje njemačke krivice". Ova dva djela imala su veliki odjek u njemačkoj javnosti i u stvari su jako prisutne i danas u njemačkom političkom diskursu i javnom mišljenju. Kod mnogih Nijemaca, zločini nacističke vladavine i danas imaju jezoviti i paralizirajući odjek, i u neku ruku su prožeti u psihu njemačkog naroda. Okupacijske snage vršile su prisilu na njemačko stanovništvo tako što su ih tjerali na otkopavanje žrtava iz masovnih grobnica bez maski, rukavica ili druge zaštitne opreme koja je njima bila dostupna. Isto tako okupacijske vlasti su tjerali stanovništvo u razne logore tako da bi pokazali na djela koja su učinili njihovi sugrađani. Na javnim mjestima okupacijske vlasti bile su izvješeni razni plakati i slike sa stratišta, dok su okupacijske snage u kinima puštali razne sadržaje o veličini njemačkog zločina.

### Kolektivna krivica u 21. stoljeću
Iako kolektivna krivica nije dio mnogih pravnih sistema u zapadnim demokracijama, pripisivanje kolektivne krivice prisutne su u mnogim slojevima društva kao recimo u kaznama koje su izrečene tvrtkama, organizacijama, ili su svakodnevni dio obrazovnog sistema ili športskih asocijacija. Primjerice u mnogim zapadnim zemljama, kazne za prekršaje članova osobe ili osoba iz neke navijačke skupine mnogo puta se prebijaju na cijeli športski klub ili udruženje. Isto tako ako je neki prekršaj izrečen protiv neke tvrtke, tada kada je kažnjena neka tvrtka ona je kažnjena u cijelost bez obzira na krivnju ili nevinost nekog zaposlenika jer se kazna određuje na cjelinu tj. na asocijaciju a ne samo na pojedince koji su izvršili neko djelo. U mnogim školama i obrazovnim ustanovama prakticira se kolektivna krivica, gdje se kažnjavaju cijeli razredi ili cijela škola ako se ne pronađe krivac za neko počinjeno djelo, osobito ako ostali učenici nisu bili voljni cinkati na svoje kolege. Slične mjere su zabilježene u vojnim jedinicama, zatvorima i nekim drugim udruženjima koje imaju čvrste hijerarhijske strukture. U svim slučajevima vidljivo je sljedeće: nemogućnost pronalaženja krivca za djelo, šutnja, prikrivanje stvarno ili nestvarno, ili sumnja u šutnju prikrivanja izazivaju manifestaciju represivnih mjera tj. izricanje kolektivne kazne.
Kolektivnu krivicu također rabe mnoge države, političari, stranke, udruženja, filozofi, pisci i ostali da bi objasnili neke svoje ideje ili da bi stvorili masovni pokret i promjene u svome društvu. Na primjer ekološki aktivisti, udruge, udruženja rabili su ili rabe kolektivnu krivicu da bi svratili pažnju javnosti o gubitku ekosistema za životinjske vrste, zagađivanje okoliša, globalno zagrijavanje ili slično. Isto tako druge organizacije rabe kolektivnu krivicu da bi pripisali ili da bi potakli političare, građane i druge na akciju oko recimo neravnopravnog položaja žena u zajednicama, nasilju u obiteljima, konzumiranju opojnih supstanci, ili nekim drugim gorućim problemima koje postoje u nekim zajednicama. Cilj je obično izazvati duboke emocije u zajednici i kasnije poziv na akciju i promjene.

## Pravo i moral

### Definiranje kolektivne odgovornosti
U knjizi "Moral Responsiblity in Collecive Contexts" Tracy Issacs, Oxford University Press, New York, 2011, autor ovog djela istražuje kolektivnu krivicu s gledišta pojedinca kao dio neke zajednice ili kolektiva u cjelini koja je sačinjena od skupa pojedinaca. Prema Issacsu, postoje implicirane moralne odgovornosti koje se pripisuju svim pojedincima zbog njihova dijela življenja u nekoj sredini, pripadanja ili osjećanja pripadnosti nekoj zajednici ili kolektiva. Jer prema Issacu pojedinac ima utjecaj na cjelinu, a cjelina ima utjecaj na pojedinca, jer prvotno svi ljudi su moralni agenti i bilo koja djelovanje može sa sobom povući nekakvu moralnu odgovornost i sukrivicu, bez obzira na pravni ishod i atributiranja krivice prema ustaljenim pravnim kodeksima. Ovu sukrivicu ili atibuciju krivnje autor rabi pojam "blameworth"(krivovrijedan) i praiseworth (hvalevrijedan) koja proizlazi iz moralnog konteksta koji se mora ispitivati, koji je nekada različit od pravnog koji se odnosi na one koje su vlasti uspjeli uhvatiti u djelu (ili poslije) te vrednovati ta djela koja su počinila ih prema kodificiranim obvezama (zakonima) koje su oni nisu ispunili. Morali agenti tj. pojedinci si ti prema Issacsu koji su krivovrijedni i hvalevrijedni za svoja djela, i kao takvi su manje ili više odgovorni ili vrijedni. Pošto moralni agenti prema uvriježenom mišljenju ako su u skupini u većini djeluju moralno i imaju utjecaj na skupinu, i prema tom pogledu prema Isssac su više ili manje krivovrijedni ili krivohvalni za postupke drugih.

### Kolektivna kazna
Nakon uspostavljanje neke kolektivne krivice često nastupa i kazna. Kolektivno kažnjavanje se koristilo i još se koristi u ljudskom društvu, kao sredstvo za kažnjavanje neke grupe osoba, obitelji, tvrtke, klubove, stanovnike nekog naselja, stanovnike neke pokrajine, plemena, narode ili države da bi se kroz kaznu nešto naplatilo što se izgubilo, da se istisne neka osveta ili da bi se kroz materijalne (sredstva, imanje ili ljudstvo) proizvela neka očekivane promjene kojim bi neke buduće transgresije bile otežane ili da ne bi došlo do tih transgresija u budućnosti. Prema međunarodnom zakonu (Haške i Četvrte ženevske konvencije), i u zakonodavnim sistemima mnogih demokracija kolektivne kazne nisu dozvoljene jer se protive općim ljudskim pravima.    
U prošlosti kolektivne kazne bile su česte i surove. Primjerice za vrijeme dinastije Qin u 2. st. pr. Kr., za izdaju kazna je bila pogubljenje cijele porodice kojoj je pripadao izdajnik. Ovakve ili slične prakse bile u prisutne u mnogim dijelovima svijeta. Kolektivne kazne su bile prisutne u 19. i 20. stoljeću. Primjerice za vrijeme 2. Boerskog rata na području sadašnje Južnoafričke Republike, britanske vlasti koje nisu bile u mogućnosti pokoriti Afrikaanse, za kaznu stjerali svo stanovništvo u koncentracijske logore u kojima su mnogi umrli od gladi, žeđi i bolesti. U SAD-u 1907. godine, američki predsjednik Theodore Roosevelt je dao nečasnu otpusnicu za 197 vojnika američke vojske koji su bili crne puti, kada su u Texsasu dvoje ljudi bili ustrijeljeni jedan smrtno a drugi je bio ranjen. Bez obzira na to što su napadači bili nepoznati, jedina sumnja je bila da su oni bili iz vojne kasarne Fort Browna, koja je tada imala mješoviti sastav. No bez obzira na sve to vojnici crne puti bili su nečasno otpušteni, bez plaće i bez svoje zaslužene penzije. Kolektivne kazne su bile U Sovjetskom Savezu. Nakon pobjede revolucije svi rođaci čak i daljnji od cara Nikole II bili su uhićeni i ubijeni, tako da bi spriječili povratak monarhije. Kroz Sovjetski Savez kolektivne kazne bile su rabljene kao tupi instrument u stvaranju novog poretka, tako što su bili kažnjavani aristokrati, osobe s imanjem. Obavljane su masovne deportacije cijelih obitelji. U 2. Svjetskom ratu kolektivne kazne rabile su sve strane sukoba, i ovo se nastavljalo i neposredno poslije rata. Primjerice Pakistan i Indija su nakon proglašenja nezavisnosti i jedna i druge su istjerali stanovnike koji su prema njihovom mišljenju bili Indijci a drugi Pakistanci. Praksa kolektivnog kažnjavanja prisutna je u 21. stoljeću zemljama kao Sirija, Afganistan, Pakistan, Sjeverna Koreja, Irak.
U razvijenim zemljama svijeta kolektivna kazna prisutna je u mnogim športovima, profesionalnim udruženjima, školama a na državnoj razini se provodi nad korporacijama. Isto tako mnoge zemlje rabe kolektivnu kaznu ako smatraju da im je ugled narušen od neke države ili ako neke osobe, udruženja ili športski klubovi čine nešto ili kažu nešto što ima negativni odjek u njihovoj javnosti.

## Kolektivna krivica u popularnoj kulturi
Predmet kolektivne krivice česta su tema u popularnoj kulturi u poeziji, beletristici, stripovima, filmovima, i umjetnosti. Mnogi popularni romani sadržavali su sebi teme o kolektivnoj krivici, na primjer: 
- Bitak i ništo, (1943.) Jean-Paul Sartre.
- Ben-Hur (1959.), film i knjiga opisuju kolektivnu krivicu i kolektivnu kaznu koja je snašla Ben-Hurovu obitelj zbog štićenja pravog krivca za napad na upravitelja Palestine (u knjizi), dok u filmu ovaj događaj je bila nesreća no opet za taj čin Juda Ben-Hur je poslan u roblje, dok su njegova majka i sestra poslane u zatvor.